# Număr Arhimede
Numărul lui Arhimede (nontat Ar; nu trebuie confundat cu constanta lui Arhimede, π ) este un număr adimensional care caracterizează mișcarea unui corp în interiorul unui fluid datorită diferenței de densitate dintre cele două materiale. Este denumită după matematicianul grec antic Arhimede.
Această versiune a fost rezolvată pentru prima dată de A. Amthor în 1880, iar răspunsul este un număr foarte mare, de aproximativ 7.760271×10206544. În acest tratat Arhimede contorizează numărul de fire de nisip necesare pentru a umple întregul univers.

## Expresie
Este raportul dintre forțele gravitaționale și forțele de viscozitate și astfel preia forma:
{\displaystyle {\begin{aligned}\mathrm {Ar} &={\frac {gL^{3}{\frac {\rho -\rho _{\ell }}{\rho _{\ell }}}}{\nu ^{2}}}\\&={\frac {gL^{3}\rho _{\ell }(\rho -\rho _{\ell })}{\mu ^{2}}}\\\end{aligned}}}
unde:
- {\displaystyle g} este o mărime care indică câmpul local extern (de exemplu accelerație gravitațională), m/s2,
- {\displaystyle L} este lungimea corpului, m.
- {\displaystyle {\frac {\rho -\rho _{\ell }}{\rho _{\ell }}}} este gravitatea specifică submersă,
- {\displaystyle \rho _{\ell }} este densitatea fluidului, kg/m3,
- {\displaystyle \rho } este densitatea corpului, kg/m3,
- {\displaystyle \nu ={\frac {\mu }{\rho _{\ell }}}} este viscozitatea cinematică, m2/s,
- {\displaystyle \mu } este vâscozitatea dinamică, Pa·s,